# Rosario (La Union)
Pour les articles homonymes, voir Rosario (homonymie).
Rosario est une localité de la province de La Union, aux Philippines. En 2015, elle compte 55 458 habitants.